# (279410) McCallon
(279410) McCallon est un astéroïde de la ceinture principale.

## Description
(279410) McCallon est un astéroïde de la ceinture principale. Il fut découvert le 1er mars 2010 aux États-Unis par le programme WISE. Il présente une orbite caractérisée par un demi-grand axe de 2,41 UA, une excentricité de 0,11 et une inclinaison de 15,3° par rapport à l'écliptique.

## Compléments